# Уайт, Нони
Нони Уайт (англ. Noni White) — американская сценаристка и актриса. Уайт наиболее известна тем, что вместе со своим мужем Бобом Цудикером создала и написала сценарий для фильма «Продавцы новостей», который был основан на реальной забастовке газетчиков 1899 года. «Продавцы новостей» начинались как «классическая история аутсайдера, вырванная из учебников истории», когда сценаристы Цудикер и Уайт обратились к продюсеру Майклу Финнелу с идеей немузыкальной драмы; однако глава студии Disney Джеффри Катценберг перенаправил проект на мюзикл.
Она разделяет приписывание сценария для мультфильмов Disney «Тарзан», «Горбун из Нотр-Дама» и «Анастасия» и фильм Disney «102 далматинца» со своим мужем. Она также участвовала в создании мультфильма «Король Лев» и написала сценарии для всех крупных студий.
Сценическая версия «Продавцов новостей» открылась 29 марта 2012 года, и закрылась 24 августа 2014 года, собрав более 100 миллионов долларов. Трёхдневный кинопоказ 2017 года «Продавцы новостей: Бродвейский мюзикл!» побил рекорды по продаже билетов и стал самым прибыльным бродвейским мероприятием на сегодняшний день по версии Fathom Events.
Она является членом сценариного отделения Академии кинематографических искусств и наук. Она получяла номинации на премию «Энни» за лучший сценарий в анимационном полнометражном фильме три раза, перывй раз вместе с Тэбом Мёрфи, Бобом Цудикером, Ирен Меччи и Джонатаном Робертсом за «Горбуна из Нотр-Дама» второй раз с Эриком Тачменом, Сьюзан Готье, Брюсом Грэмом и Бобом Цудикером за «Анастасию» и третий раз с Тэбом Мёрфи и Бобом Цудикером за «Тарзана».
Нони также работает актрисой и появлялась в фильмах как «Победительница» и «Убийца предводителя», и телесериалах как «Седьмое небо» среди многих других.

## Фильмография

### Сценаристка
| Год  | Название                | Заметки |
| ---- | ----------------------- | --- |
| 1987 | Что сейчас происходит!! | эпизод «Mad Money» (с Бобом Цудикером) |
| 1992 | Продавцы новостей       | с Бобом Цудикером |
| 1994 | Король Лев              | Дополнительный сюжетный материал (с Джей. Ти. Алленом, Джорджем Скрибнером, Мигелем Техада-Флоресем, Дженни Трипп, Кристофером Воглером, Кирком Уайзом и Бобом Цудикером) |
| 1996 | Горбун из Нотр-Дама     | с Тэбом Мёрфи, Бобом Цудикером, Ирен Меччи и Джонатаном Робертсом |
| 1997 | Анастасия               | с Эриком Тачменом, Сьюзан Готье, Брюсом Грэмом и Бобом Цудикером |
| 1999 | Тарзан                  | с Тэбом Мёрфи и Бобом Цудикером |
| 2000 | 102 далматинца          | с Кристен Бакли, Брайаном Риганом, и Бобом Цудикером |
| 2005 | Тарзан II               | с Бобом Цудикером, Джимом Каммерудом и Брэдом Смитом |
| TBA  | Горбун из Нотр-Дама     | Креативный консультант (с Тэбом Мёрфи, Бобом Цудикером, Ирен Меччи и Джонатаном Робертсом)                                                                                |

### Актриса
| Год  | Название                      | Роль                        | Заметки   | Пр.    |
| ---- | ----------------------------- | --------------------------- | --------- | ------ |
| 1982 | Джонни Белинда                |                             | Телефильм | [ 20 ] |
| 1983 | Грейс Келли                   | Учительница начальной школы | Телефильм | [ 21 ] |
| 1983 | Мужчина, который любил женщин | Клерк Gucci                 |           | [ 22 ] |
| 1984 | Женщина в красном             | Стюардесса №2               |           | [ 23 ] |
| 1984 | Массовая привлекательность    | Мама                        |           | [ 24 ] |
| 1985 | Не мой ребёнок                | Родитель                    | Телефильм | [ 25 ] |
| 1985 | Происки в Стране чудес        | 1-я леди-журналист          | Телефильм | [ 26 ] |
| 1985 | Трудная любовь                | Лидер группы                | Телефильм | [ 27 ] |
| 1985 | Любовь в бегах                | 2-й репортёр                | Телефильм | [ 28 ] |
| 1986 | Разбитые души                 | Судья                       | Телефильм | [ 29 ] |
| 1988 | Скандал в маленьком городке   | Кларисса                    | Телефильм | [ 30 ] |
| 1988 | Мои воспоминания              | Официантка                  |           | [ 31 ] |
| 1989 | От смерти ночи                | Главная медсестра           | Телефильм | [ 32 ] |
| 1993 | Убийца предводителя           | Аудитория Донахью           | Телефильм | [ 33 ] |
| 2005 | Победительница                | Леди Полин                  |           | [ 34 ] |

## Номинации
| Год  | Награда              | Категория                                            | Номинированная работа | Результат |
| ---- | -------------------- | ---------------------------------------------------- | --------------------- | --------- |
| 1996 | Премия «Энни»        | Лучший сценарий в анимационном полнометражном фильме | Горбун из Нотр-Дама   | Номинация |
| 1997 | Премия «Энни»        | Лучший сценарий в анимационном полнометражном фильме | Анастасия             | Номинация |
| 1999 | Премия «Энни»        | Лучший сценарий в анимационном полнометражном фильме | Тарзан                | Номинация |
| 2006 | DVD Exclusive Awards | Лучший сценарий (за DVD-премьеру фильма)             | Тарзан II             | Номинация |

## Заметки
1. ↑  вместе с Тэбом Мёрфи, Бобом Цудикером, Ирен Меччи и Джонатаном Робертсом
2. ↑  вместе с Эриком Тачменом, Сьюзан Готье, Брюсом Грэмом и Бобом Цудикером
3. ↑  вместе с Тэбом Мёрфи и Бобом Цудикером
4. ↑  вместе с Бобом Цудикером, Джимом Каммерудом[англ.] и Брэдом Смитом